# District de Namwala
Le district de Namwala est un district de Zambie, situé dans la Province Méridionale. Sa capitale se situe à Namwala. Selon le recensement zambien de 2000, le district a une population de 82 810 personnes.